# وينويك (كامبريدجشير)
وينويك (بالإنجليزية: Winwick, Cambridgeshire)‏ هي قرية وأبرشية مدنية تقع في المملكة المتحدة في إنجلترا.